# 朽木綱紀
朽木 綱紀（くつき つなのり）は、江戸時代後期の丹波国福知山藩の世嗣。官位は従五位下・近江守。

## 略歴
第10代藩主・朽木綱方の次男として誕生した。
文政3年（1820年）4月3日、11代藩主・朽木綱条の養嗣子となる。文政7年（1824年）11月1日、11代将軍・徳川家斉に拝謁する。同年12月16日、従五位下・近江守に叙任する。家督を相続することなく文政8年（1825年）に死去した。
代わって、近江国膳所藩から綱張が迎えられ、綱紀の姉妹を娶った上で養嗣子となった。